# Lively Island
Lively Island (span.: Isla Bougainville) ist eine der Falklandinseln.
Die Insel liegt östlich von Ostfalkland und wird als Schaf-Weide genutzt.
Lively Island gilt als die größte rattenfreie Insel der Inselgruppe.